# Никс, Сандер
Сандер Никс (англ. Sunder Nix; род. 2 декабря 1961, Бирмингем, Алабама, США) — американский легкоатлет, специализирующийся в спринте, олимпийский чемпион ОИ 1984 года в Лос-Анджелесе.

## Биография
На чемпионате мира 1983 года в Хельсинки завоевал бронзовую медаль на дистанции 400 метров со временем 45,24 секунды, уступив ямайцу Берту Кэмерону и своему соотечественнику американцу Майклу Фрэнксу.
В следующем году на Олимпиаде 1984 года в Лос-Анджелесе он выиграл золото в эстафете 4х400 метров.